# Augustin Rigobello

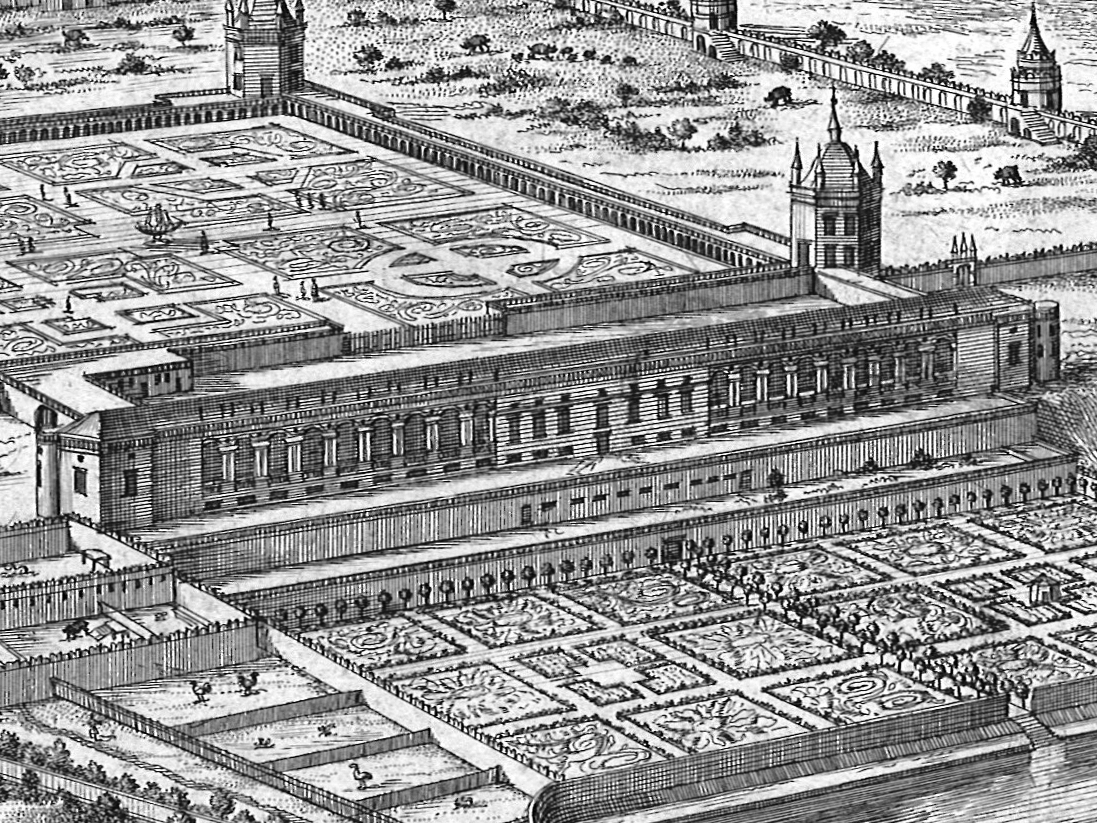
Schloss Neugebäude, Stich von Delsenbach, Detail

Augustin Rigobella (auch Rucubella, * in Monte Magrè im Bezirk Schio, Provinz Vicenza, Italien; † 27. April 1613 in Kaisersteinbruch, damals Westungarn, jetzt Burgenland) war ein italienischer Steinmetzmeister und Bildhauer der Renaissance.

## Herkunft
Wie die Brüder Alexius und Elias Payos stammte Augustin Rigobello aus Valli del Pasubio in der Nähe von Monte Magre

### Städtische Bibliothek Schio und Archiv
Die Steinmetze wechselten öfters ihren Aufenthaltsort und blieben jeweils längere Zeit am Ort ihrer Baustellen. Gab es dort genügend Arbeit, blieben sie auch für immer. Im 17. und 18. Jahrhundert bildete Monte Magre eine Sprachinsel, man sprach einen tirolerisch-bayerischen Dialekt, weshalb sich die Steinmetze in deutschsprachigen Ländern nicht als Fremde fühlen mussten. Dies mag auch der Grund für die Anwesenheit im Gebiet von Kaisersteinbruch und Sommerein sein.

## Leben
Aus Monte Magre im Bezirk Schio sind aus der 2. Hälfte des 16. Jahrhunderts in Kaisersteinbruch drei Steinmetzmeister nachweisbar, die Brüder Alexius und Elias Payos und Augustin Rigobello. Sie entstammten alteingesessenen Familien. 

### Arbeitsgemeinschaft im kaysl. Steinbruch für das Schloss Neugebäude
Der Steinmetz Augustin Rigobello kam um 1570 mit seinem Landsmann Elias Payos und dessen Ehewirtin in das Land. Er ließ sich hernach zu Rodaun nieder. Im dortigen Steinbruch wurde er Meister, er wohnte mit Augustin Rigobello im selben Haus. An die zwölf Jahre lebte er dort, danach übersiedelte er in den kaiserlichen Steinbruch bei Winden am See. In diesem Steinbruch war der Ehrwürdig in Gott geistliche Herr Prälat von Heiligenkreuz der Grundherr. Auch die beiden Steinmetzmeister Bartholomäus Pethan und Antonius Pozzo, ihre Landsleute, zogen vom Rodauner Steinbruch weiter in den kayserlichen Steinbruch.

### 1592, Schreiben an die Niederösterreichische Regierung
Der italienische Steinmetzmeister Rigobello richtet am 17. Februar 1592 ein „untertäniges Schreiben“ an die Niederösterreichische Regierung (gekürzt).
Euer Wohlgeboren, ich armer hochbetrübter Mann kann nicht umgehen, aus hoch gezwungener Not, Euer Gnaden mit diesem Schreiben zu behelligen...
Nachdem Elias Payos durch den zeitlichen Tod von diesem Jammertal abgefordert worden, und seine Hausfrau mit 4 Kindern verlassen, drei noch klein, das vierte verheiratet worden mit Vinzenz Schmidl. Weil diese Witwe etwas alt und in der teutschen Sprache nit beredt, hat sie mit ihrem Eidam (Schwiegersohn) einen Contract aufgerichtet und ihm alle liegenden Güter, Häuser, Weingarten, übergeben, er aber soll alle glaubwürdigen Schulden rückfordern und damit ihre Schulden bezahle von diesem Gut. In dieser Angelegenheit folgen einige Briefe, am 8. April 1592, 5. Mai 1592, 20. Mai 1592, 18. Juni 1594 und 21. Juni 1594.

### 1603, Verkauf des Hauses
Das Haus des Steinmetzmeisters Augustin Rigobello, samt einem Garten in dem unteren Steinbruch bei dem Markstein wurde dem Steinbrecher Peter Steiner übergeben.
Ulrich Payos, Sohn seines verstorbenen, einst befreundeten Mitmeisters aus der alten Heimat, Elias Payos, erwirbt 1603 gemeinsam mit seinem Mitmeister Giacomo Murato ein Haus mit Garten und Steinbruch. Der Besitz ist dann noch geteilt worden, .. als solcher Steinbruch und Gärtl von Ihro Gnaden Herrn Paulus Abten des würdigen Gottshaus Heyligen Creuz gutwillig ihnen überlassen. Bei ihm lebte er die letzten Jahre seines Lebens.

## Tod

### Epitaph in Sommerein

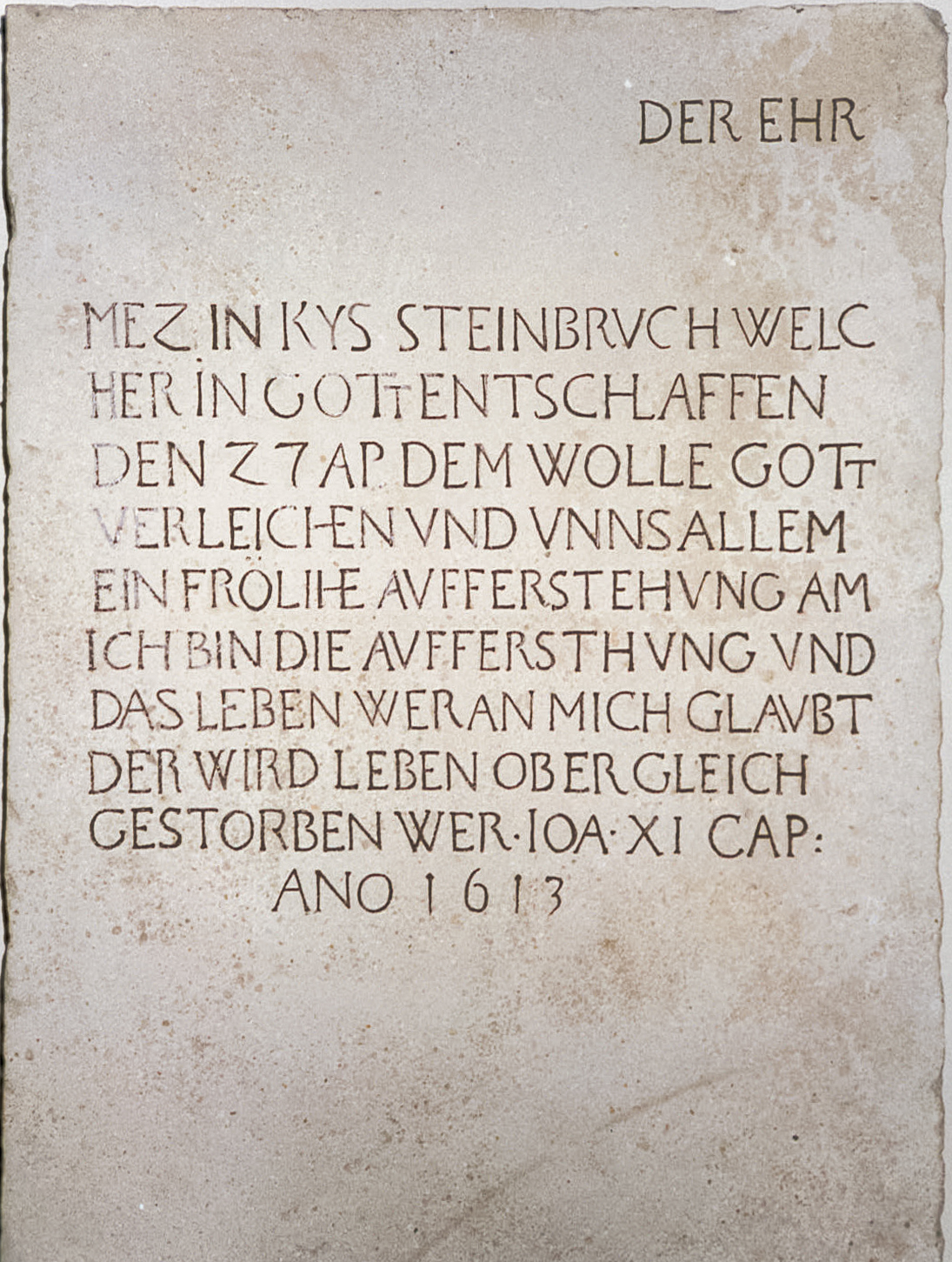
Epitaph Augustin Rigobello Sommereiner Kirche 1613

Der Steinbruch hatte noch keine eigene Kirche, deshalb war die Pfarre der Nachbargemeinde Sommerein für die Steinbrucher zuständig. Deswegen ist das Epitaph des Augustin Rigobello in Sommerein erhalten. 
Die Inschrift lautet:
HIER LIGT BEGRABEN DER EHRENWERTE MEISTER AUGUSTIN RIGOBELLO, ITALIENER, STEINMEZ IN KYS STEINBRUCH
WELCHER IN GOTT ENTSCHLAFFEN DEN 27 AP
DEM WOLLE GOTT VERLEICHEN UND UNNS ALLEN EIN FRÖLIHE AUFFERSTEHUNG AM
ICH BIN DIE AUFFERSTEHUNG UND DAS LEBEN WER AN MICH GLAUBT DER WIRD LEBEN OB ER GLEICH GESTORBEN WER.
JOA.XI CAP: ANO 1613.